# Elizabeth Grant Falls
Elizabeth Grant Falls – kaskada położona w Australii (Queensland), na rzece Koolmoon Creek, wysokości 300 metrów i średniej szerokości 9 metrów.